# Malinauka (rejon nieświeski)
Malinauka (biał. Малінаўка; ros. Малиновка, Malinowka; do 1999 roku Jabłonowszczyzna) – wieś na Białorusi, w obwodzie mińskim, w rejonie nieświeskim, w sielsowiecie Horodziej, przy drodze magistralnej .

## Historia
W dwudziestoleciu międzywojennym wieś i folwark, później wieś i kolonia Jabłonowszczyzna leżące w Polsce, w województwie nowogródzkim, w powiecie nieświeskim, w gminie Horodziej. W 1921 wieś liczyła 230 mieszkańców, zamieszkałych w 44 budynkach, wyłącznie Białorusinów wyznania prawosławnego. Folwark był wówczas niezamieszkały.
Po II wojnie światowej w granicach Związku Sowieckiego. Od 1991 w niepodległej Białorusi.